# ننامیدنی
ننامیدنی (به انگلیسی: The Unnamable) رمانی از ساموئل بکت است که در سال ۱۹۵۳ منتشر شد. این اثر ابتدا به زبان فرانسوی منتشر شد و بعداً خود نویسنده نسخهٔ انگلیسی آن را منتشر کرد.

## ننامیدنی، بخشی از سه‌گانه
بکت، پس از تکمیل «مالون می‌میرد» در سال ۱۹۴۸، سه ماه را صرف نوشتن نمایش «در انتظار گودو» کرد و سپس کار روی «ننامیدنی» را آغاز کرد و در سال ۱۹۵۰ آن را به پایان رساند. «ننامیدنی» آخرین جلد از «سه‌گانه» رمان‌های بکت است که با «مُلوی» آغاز می‌شود و با «مالون می‌میرد» ادامه می‌یابد. همان‌طور که بنجامین کانکل اشاره می‌کند، «سه‌گانه با فروپاشی پیش می‌رود. تک‌گویی‌های متوالی بکت که در مجموعه‌ای از اتاق‌های کوچک محدود شده‌اند، سعی می‌کنند داستان‌های خود را روایت کنند و شکست می‌خورند؛ و سپس هر راوی به عنوان نام مستعار و هر داستان به عنوان توجیه دیگری آشکار می‌شود، تا جایی که با پایین کشیدن تمام آفرینش‌های اولیهٔ بکت روی سرِ ناموجودش، تنها صدای مجسم‌ندیدهٔ ننامیدنی باقی می‌ماند.» " به این ترتیب، به گفتهٔ گابریل جوزفوویچی، «سه‌گانهٔ بکت ما را به ادبیات شفاهی، به هنری صادق‌تر و فوری‌تر از رمان بازمی‌گرداند.» " بیشتر از هر جای دیگری در سه‌گانه، مضامین «ننامیدنی» صراحتاً معنوی هستند و به جست‌وجوی خویشتن، معنای هستی و علت و توقف رنج می‌پردازند.
… حالا به سویم بازمی‌گردد، این اصلاً چه می‌تواند باشد، و اصلاً از کجا می‌تواند بیاید، چون این‌جا همه‌چیز ساکت است، و دیوارها ضخیم، و چگونه از عهده برمی‌آیم، بدون آن‌که گوشی را متعلق به خودم احساس کنم، یا سری، یا بدنی، یا روحی را، چگونه از عهده برآیم، برای انجام چه کاری، چگونه از عهده برآیم، واضح نیست، عزیز عزیز، تو می‌گویی واضح نیست، چیزی لازم است تا این را واضح کند، جست‌وجو می‌کنم، آنچه لازم است، تا همه‌چیز واضح شود، همیشه در جست‌وجوی چیزی‌ام، در انتها خسته‌کننده می‌شود، و این فقط تازه اول کار است، چگونه از عهده برآیم، تحت چنین شرایطی، برای انجام آنچه دارم انجام می‌دهم، چه دارم می‌کنم، باید بفهمم چه کاری دارم انجام می‌دهم، به من بگو مشغول انجام چه کاری هستی و من ازت می‌پرسم این چگونه ممکن می‌شود، می‌شنوم، می‌گویی می‌شنوم، و آنچه در جست‌وجویش هستم، دروغ است، در جست‌وجوی چیزی نیستم، دیگر هیچ…

## ساختار و خلاصه داستان
ننامیدنی  کاملاً از یک تک‌گویی گسسته از دیدگاه شخصیتی بی‌نام (احتمالاً ننامیدنی) و بی‌حرکت تشکیل شده است: بدن راوی به‌طور متوالی به صورت جنینی و در حالت جنینی، بدنی بدون اندام گیر افتاده در یک شیشه عمیق و موجودی بی‌چهره شبیه تخم‌مرغ توصیف می‌شود. هیچ طرح یا صحنهٔ مشخصی وجود ندارد، و این قابل بحث است که آیا شخصیت‌های دیگر («ماهود» [قبلاً «بزیل»]، «مادلِن» و «ورم») واقعاً وجود دارند یا وجوهی از خود راوی هستند. راوی همچنین ادعا می‌کند که خالق شخصیت‌های اصلی دو رمان قبلی سه‌گانه، و همچنین رمان‌های قبلی بکت «مرفی»، «مرسیه و کامیه» و «وات» است. «ننامیدنی» ترکیبی از خاطرات و تأملات اگزیستانسیالیستی راوی است، که بسیاری از آن‌ها به‌طور خاص به این احتمال مربوط می‌شود که راوی توسط زبانی که صحبت می‌کند ساخته شده است:
در کلمات هستم، ساخته‌شده از کلمات، کلمات دیگران، کدام دیگران، مکان هم، هوا، دیوارها، زمین، سقف، تمام کلمات، تمامی دنیا این‌جا با من است، هوا هستم، دیوارها، آدمی محصور، همه‌چیز تسلیم می‌شود، باز می‌شود، فروکش می‌کند، جاری می‌شود…
«ننامیدنی» مشابه ساختار «مُلوی»، اولین کتاب در سه‌گانه، با چیزی که راوی آن را «مقدمه‌ای» در حدود ۱۳ صفحه توصیف می‌کند، آغاز می‌شود، و سپس یک پاراگراف طولانی و واحد دنبال می‌شود که کل رمان را تشکیل می‌دهد. به گفتهٔ پل فاستر، «پاراگراف طولانی که این رمان را تشکیل می‌دهد، شکلی است که این بی‌امان بودن را منعکس می‌کند، عزم راسخ و بدون وقفه برای آوردن کل معضل پیچیدهٔ [اگزیستانسیالیستی، معنوی] به روشنایی و آشکار کردن آن همان‌طور که هست.» "